# Nowaja Polsza
Nowaja Polsza (ros. Новая Польша) – miesięcznik wydawany od 1999 roku w Warszawie w języku rosyjskim, założony i redagowany przez Jerzego Pomianowskiego. Publikowany z myślą o inteligencji rosyjskiej w celu lepszego poznania przez nią problemów Polski i stosunków polsko-rosyjskich, a także przeciwdziałania wzajemnym uprzedzeniom, nieufności i myśleniu stereotypami. Redaktorem naczelnym jest Ernest Wyciszkiewicz.
Wydawcą miesięcznika do końca marca 2010 była Biblioteka Narodowa, a od 1 kwietnia 2010 roku – Instytut Książki. Od czerwca 2019 roku „Nowaja Polsza” ukazuje się w wersji elektronicznej, jest wydawana przez Centrum Polsko-Rosyjskiego Dialogu i Porozumienia. Na portalu swoje teksty opublikowali m.in. Tomas Venclova, Siegiej Szarow-Delaunay, Ołeh Sencow, Adam Daniel Rotfeld, Dmitrij Bykow, Halina Birenbaum, Nexta. Na stronie opublikowano również wiersze (w tłumaczeniu na język rosyjski) Czesława Miłosza, Jacka Kaczmarskiego, Wisławy Szymborskiej, a także teksty Dawida Samojłowa, Stanisława Lema, Stanisława Jerzego Leca i innych. 31 sierpnia 2020 roku została uruchomiona ukraińskojęzyczna wersja portalu – „Нова Польща”, na której pojawiły się artykuły m.in. Myrosława Marynowycza, Serhija Żadana, Jarosława Poliszczuka, Witalija Portnikowa, Łukasza Adamskiego, Alony Getmanczuk.
Portal jest poświęcony problematyce kulturalnej i politycznej. W radzie redakcyjnej znajdowali się m.in. Stefan Bratkowski, Karol Modzelewski, Stanisław Ciosek. W redakcji m.in. Piotr Mitzner oraz do 2007 roku Janina Szymańska-Kumaniecka. Nakład czasopisma wynosił 4 tys. egzemplarzy.